# (33182) 1998 FT26
1998 FT26 (asteroide 33182) é um asteroide da cintura principal. Possui uma excentricidade de 0.09760470 e uma inclinação de 13.95191º.
Este asteroide foi descoberto no dia 20 de março de 1998 por LINEAR em Socorro.